# Коктальський сільський округ (Панфіловський район)
Кокта́льський сільський округ (каз. Көктал ауылдық округі, рос. Коктальский сельский округ) — адміністративна одиниця у складі Панфіловського району Жетисуської області Казахстану. Адміністративний центр — село Коктал.
Населення — 12549 осіб (2021; 12581 у 2009, 13261 у 1999, 13016 у 1989).
Станом на 1989 рік існувала Коктальська сільська рада (села Акжазик, Коктал, Кизил-Джамбул).

## Склад
До складу округу входять такі населені пункти:
| Населений пункт | Населення, осіб (1989) | Населення, осіб (1999) | Населення, осіб (2009) | Населення, осіб (2021) |
| --------------- | ---------------------- | ---------------------- | ---------------------- | ---------------------- |
| Акжазик, село   | 1630                   | 1658                   | 1624                   | 1494                   |
| --Уос           | -                      | -                      | -                      | 6                      |
| Аккудик, село   | 697                    | 789                    | 597                    | 555                    |
| Коктал, село    | 10689                  | 10814                  | 10360                  | 10479                  |
| --Орманшар      | -                      | -                      | -                      | 8                      |
| --ПТФ           | -                      | -                      | -                      | 7                      |